# Byblis filifolia
Byblis filifolia es una especie de planta de flores perteneciente a la familia  Byblidaceae. Es endémica de Australia. 
Es una planta anual que alcanza los 60 cm de altura, con flores con cinco pétalos de color violeta con las anteras más largas que los filamentos.

## Fuente
- Conran, J.G., Lowrie, A. & Leach, G. 2000.  Byblis filifolia.   2006 IUCN Red List of Threatened Species.   Bajado el 23-08-07